# Továrna dětských vozidel
Továrna dětských vozidel, národní podnik Duchcov (ve zkratce TDV) byl závod vyrábějící dětské kočárky, koloběžky, tříkolky, autíčka, houpačky, školní lavice a podobné zboží. Vznikl ze znárodněného konfiskátu firmy „HIKO-závody” (německy HIKO-Werke), které založil Paul Hirsch v roce 1904. Firmu vedl se svým společníkem bratrem Rudolfem Hirschem. Po smrti Paula Hirsche v roce 1922 vlastnili firmu vdova Irma Hirsch a jeho bratr Rudolf Hirsch.
Firma „Hirsch a spol.” sídlila nejprve v Trnovanech a roku 1907 přesídlila do Duchcova do budovy bývalého cukrovaru (mezi Mosteckou, Havířskou a Bílinskou ulici). Do roku 1938 se firma vypracovala k největšímu československému výrobci dětských kočárků a své výrobky vyvážela do celého světa. Po odstoupení sudetských území Třetí říši byl židovský majetek arizován a přidělen pod varnsdorfský závod „K. J. Prasse, továrna na železné zboží, dětské vozíky a dřevěné zboží”.
V roce 1945 byl konfiskát duchcovské továrny dán pod národní správu. Po únoru 1948 komunisté zřídili národní podnik RADOVAN, do kterého sloučili mimo HIKO-závodů i několik dalších znárodněných podniků s obdobnou výrobou. V roce 1950 byl vydělen národní podnik „Továrna dětských vozidel” s několika pobočnými a odštěpnými závody, který byl nakonec sloučen pod národní podnik „Továrny dětských vozidel” se sídlem v Mělníce. Státní podnik TDV po roce 1989 koupil Josef Konejl a založil soukromou firmu „Josef Konejl - Továrna dětských vozidel Duchcov”. Dědicové továrního areálu po smrti Josefa Konejla v podnikání nepokračovali a továrna postupně chátrá. Analýza rizik prokázala v oblasti továrny plošné znečištění podzemní vody chlorovanými uhlovodíky, chromem, polyaromatickými uhlovodíky.

## Hirsch & spol. – HIKO-závody
Vozíky pro děti byly až do konce 19. století záležitostí aristokratické a majetnější měšťanské vrstvy. Na území rakousko-uherské monarchie se v roce 1900 zabývalo výrobou kočárků 20 firem (Kinderwagen-fabriken). Na severu a západě Čech vznikly postupně tři velké firmy, které výrobu kočárků do svého sortimentu zařadily. V roce 1904 „Hirsch & Co.” v Trnovanech u Teplic, která se stala se svým závodem v Duchcově největším československým výrobcem, další dvě ve Varnsdorfu a Chebu.
Ve Varnsdorfu založil roku 1901 Karl Josef Prasse „Erste Warnsdorfer Drahtwaren, Eisen-, Messingmöbel- u. Kinderwagenfabrik”. Firma K. J. Prasse vyráběla především: kovové postele, kolébky, drátěné matrace, toaletní mycí stolky, věšáky, lahvové regály a kavárenské stolky, stojany na květiny a ptačí klece. Ve 30. letech vyráběla dětské kočárky značky „Mercedes”. Továrna sídlila na adrese Varnsdorf, Horní nábřeží (tehdy na začátku Obere Mandaustraße) čp. 858 a 859 nedaleko nádraží.
V Chebu založili společníci Hillman, Herbert a Cooper v roce 1875 pobočku anglické firmy „Premier Cycle Co. Ltd.” (The Premier Cycle Company z Coventry) na výrobu jízdních kol, od roku 1891 vystupující pod názvem „Premier Works” (Premier-Werke, Premier-závody). „Premiér” strojírna a továrna v Chebu vyráběla nejen jízdní kola, ale od roku 1914 také dětské vozíky. Přizpůsobila se novému životnímu stylu středních vrstev a jejich bydlení ve vyšších patrech činžovních domů a zaměřila se nejprve na výrobu skládacích (Premier-Klappwagen) a sportovních kočárků. V nové republice uspokojovala akciová společnost „Premiér” Praha-Cheb i náročnější klientelu, ve výrobním sortimentu přibyly kočárky promenádní, typy „princes” a podle anglických originálů vyrobené velké vozíky skříňové.
Všechny tři firmy byly po druhé světové válce dány pod národní správu. Po znárodnění v roce 1948 se duchcovské „Hiko-závody” a varnsdorfská továrna „K. J. Prasse” ocitly nejprve sloučeny pod národním podnikem „Radovan”, následně pod národním podnikem „Továrny dětských vozidel”, přičemž varnsdorfská továrna byla nakonec zrušena. Chebské „Premiér-závody” spravovala Česká zbrojovka Strakonice a v roce 1950 byly začleněny do národního podniku Eska Cheb, který sestával v konečné podobě z bývalé továrny „ES-KA”, bývalé továrny „Premiér”, z provozu v Plesné, technického závodu v Chebu-Hájích a závodu Favorit Rokycany.
V okrese varnsdorfském se od 1. ledna rozšíří z dosavadních 35 kusů na 70 výkrmna v továrně bývalé firmy Prasse v Dolním Podluží. Ve Varnsdorfu se upravuje tovární budova na velkovýkrm 200-300 prasat.
Stráž severu, deník Národní fronty v českém pohraničí, 16.12.1948, s. 2

### Období 1904–1918
Bratři Paul a Rudolf Hirsch se narodili rodičům Samuel a Berta Hirsch. Paul se oženil s Irmou Eisler (* 1883), dcerou Aloise Eislera (1851–1929) a Julie Eisler (1862–1896). Po nejstarší dceři Irmě se rodičům Eislerovým narodil syn Rudolf Eisler († 1943 KT Terezín); dcery Adele Eisler a Sofie Eisler a nejmladší bratr Leo Eisler. Z manželství Paula a Irmy Hirsch pošly děti: Ilse Hirsch (* 1907 Teplice); Julie Gertrude Hirsch (* 1909 Duchcov) a Georg Hirsch (1912 Duchcov – 1994 Los Angeles). Paulův bratr Rudolf Hirsch se oženil s Irminou sestrou Adele Eisler. Společně počali syna Kurta (* 1912 Duchcov).
V roce 1904 založil Paul Hirsch v Trnovanech u Teplic firmu „Hirsch & Comp. Kinderwagen-, Korb- und Holzwarenfabrik” na výrobu kočárků, proutěného a dřevěného zboží, kterou v roce 1907 přeložil do uprázdněného areálu bývalého pivovaru v Duchcově. V roce 1912 továrnu stavebně rozšířil. V noci z 27. na 28. prosince 1915 započal v duchcovské továrně požár, při kterém v krátké době vyhořela hlavní budova s truhlárnou a sklady se zásobami, poškozeny byly také stroje. I když se zbytek továrny podařilo zachránit, škoda na majetku byla pojišťovnou odhadnuta na 5–600 000 korun a 250 dělníků se ocitlo ze dne na den bez zaměstnání. Někdy kolem roku 1916 začal používat ochranou známku „HIKO” (počáteční písmena Hirsch a Kočárky):
Schöner, eleganter Kinderwagen Marke „Hiko", fast neu, tadellos rein, samt Matratze, preiswert zu verkaufen. Adresse i. d. Verw. d. Blattes. 29980
(Linzer) Tages-Post, 9. prosince 1916

### Období 1918–1938
Adresář obchodních společností zapsaných v obchodním rejstříku liberecké obchodní komory uváděl ještě v roce 1922: majitele firmy „Hirsch & Comp.” Kinderwagen-, Korb- und Holzwarenfabrik (Továrna na výrobu dětských vozíků, košíkářského a dřevěného zboží), založené r. 1904, Paula Hirsche. Továrna vyráběla: dětské, promenádní, žebřinové, skládací vozíky, skládací vozíky pro panenky, dětské židličky, dětské soupravy, nábytek pro panenky, školní tabule, tříkolky, sáňky a dětská samopoháněcí vozítka (Kinder-, Promenaden-, Leiter-, Klapp-, Puppen-, Puppenklappwagen, Kindersessel, Kindergarnituren, Puppenmöbel, Schultafeln, Dreiräder, Rodel und Selbstfahrer). V témže roce Paul Hirsch zemřel († 1922) a firmu vedla ovdovělá Irma Hirsch s manželovým bratrem Rudolfem Hirschem.
Obchodní rada Rudolf Hirsch působil aktivně ve „Svazu československých výrobců dětských vozíků”. Svaz byl v roce 1928 ministerstvem obchodu zařazen do seznamu korporací rozhodčích a mohl tak sám vyřizovat cestou smírčího řízení nekalé soutěže. Jako smírčí komisaři byli zvoleni: penzionovaný obchodní rada Rudolf Hirsch, ředitel Holzl (Premier-závody Cheb /Premier-Werke Eger) a Lub. Peča. Na valné hromadě „Svazu československých výrobců dětských vozíků” byl v témže roce zvolen: předsedou generální ředitel Gg. Rotterham (Premiér-závody), jeho náměstkem ing. K. Schulz a členy představenstva obch. rada Rud. Hirsch (Hiko-závody Duchcov), Moriz Gross a Lub. Peča.
Řadu vynálezů si nechaly „Hiko-závody” patentovat; např. od 5. dubna 1927 měly patent na dětský vozík s košem, nastavitelný ve výšce, od 15. prosince 1935 patent na upevnění osy dětského vozíku, od 15. června 1937 patent na sklopný kryt pro dětské kočárky.
Přihlášení patentu. 17. 12. 1935. Hiko-závody, továrna na železné zboží, dětské vozíky a dřevěné zboží Hirsch a spol., Duchcov. – Sklopný kryt zejména pro dětské vozíky, vyznačený tím, že střešní látka je napnuta na dvou postranních třmenech, jež sestávají vždy ze dvou nebo více navzájem skloubených dílů, z nichž zadní díly jsou upevněny na okraji skříně vozíku šarnýrem, zatím co přední díly jsou přestavitelné nebo ustavitelné na okraji skříně vozíku.
Patentní věstník 1937

V roce 1931 odsoudil okresní úřad města Mělník Antonína Svobodu, výrobce dětských kočárků v Mělníku-Mlazicích za napodobování a prodej dětských kočárků, které svojí konstrukcí a celkovou podobou uváděly zákazníky v omyl, jelikož využil modelu zákonem chráněného vzorku spirálových per pro dětské vozíky, požívajícího vzorkové ochrany podle osvědčení obchodní a živnostenské komory v Liberci ze dne 29. května 1929 na dobu tří let vydaného firmě „Hiko" závody, Hirsch a spol. v Duchcově. Svoboda byl odsouzen k pokutě 500 Kč, v případě nedobytnosti k vězení v trvání 50 dnů se zákazem napodobování a dávání do prodeje zákonem chráněného vzoru. Současné mu bylo soudem nařízeno, aby veškeré nástroje a pomocné prostředky, sloužící výhradně nebo z větší části k napodobování uvedeného chráněného vzoru pro tento účel znehodnotil, uhradil veškeré soudní útraty s řízením spojené a soudní rozhodnutí bylo na jeho útraty uveřejněno v periodických časopisech Národní Politice a Národních Listech.
Patentovanou značku HIKO s kočárky do města i na venkov nabízely na zač. 30. let obchody po celé republice: sportovní kočárek za 80 Kč, s gumovými kolečky za 100 Kč, se střechou za 170 Kč, plně polstrovaný za 270 Kč, s celoželezným podvozkem za 300 Kč, Hiko-kočárek za 350 Kč, celý poniklovaný za 540 Kč, promenádní z pedigu za 700 Kč, tmavé skříňové za 680 Kč, celoželeznou dětskou postýlku za 250 Kč, bíle lakovanou 280 Kč, bíle lakovanou kombinovanou s mosazí za 370 Kč, patentovanou dětskou židličku spojenou se stolečkem na kolečkách za 60 Kč.
Světového rekordu docílil kočárek HIKO. Co se týče jakosti i velikosti. Jest vysoký a proto hygienický, že dítě jest před prachem chráněno. Má velikou prostoru, aby dítě mohlo býti na zimu dobře opatřeno a patentní péra chrání před otřesy. Dá se též lehce přeměniti v sáňky. Ceny: sportovní 70 Kč, s gumovými koly 90 Kč, se stříškou 170 Kč, celý železný spodek a úplně vyčalouněný 280 Kč... K dostání jen u firmy: A. KLEIN, Brno
Moravská orlice, 8.9.1923

Závody HIKO postupně výrobu rozšiřovaly a ve 30. letech 20. století se staly největším výrobcem dětských autíček, tříkolek, koloběžek, dětských kočárků pro panenky, dětského nábytku a později i proutěného zahradního nábytku. Soustavu starých objektů bývalého cukrovaru nechali majitelé opravit a stavebně rozšířit. Hiko-závody měly vlastní pilu, truhlárnu, lisovnu, galvanické oddělení, čalounickou dílnu a lakovnu. Celý areál závodu se rozprostíral na ploše 3,6 ha, z toho 33 % tvořila zastavěná plocha.
Měla jsem nedávno příležitost navštíviti „Hiko”-závody v Duchcově a viděla jsem tam hotové poklady pro děti. Podnik se hlavně zabývá výrobou dětských kočárků. Sta dělníků zde pracuje pro děti a není šetřeno žádné námahy, aby tyto výtvory byly dokonalé. Neboť dětský kočárek není věc jednoduchá. Má býti pěkný, pohodlný, prostranný, dobře čalouněný a pérovaný – a tyto vlastnosti mají kočárky značky „Hiko“. V „Hiko”-závodech vyrábí se dále dětský nábytek, jednoduchý a elegantní, pěkný a hlavně trvanlivý. Taková kombinovaná židle je určena jak pro jídlo tak i pro hraní. Že nejmilejší hračkou holčiček jest stále panenka, není zapotřebí zdůrazňovati. A pro ně jsem v „Hiko”-závodech viděla roztomilé kočárky. Pro hochy jsou zde trojkolky, koloběžky a autíčka. Vesměs solidně provedené, neboť jest zde známo, jak naši malí umí ničit. Heslem jest zde: vše pro dítě a vše dobré a toto heslo „Hiko”-závodů by mělo být také heslem všech rodičů.
Měsíc, ilustrovaná společenská revue, 1934

V roce 1932 uvedly Hiko-závody na trh novinku pro zimní sporty „sněháky”.
Víte, co jsou to „sněháky“? Sportovní odděleni známé firmy V. J. Rott na Malém náměstí uvedlo do prodeje zajímavou novinku pro zimní sportovce. Jsou to sněháky Hiko, na kterých se možno pohybovati jak na sněhu, tak i na ledě. Oproti lyžím mají tu výhodu, že možno jich použíti již na ojíněné louce, nebo na nepatrné, 2–3 cm vrstvě sněhové. Napadne-li na led sníh, který znemožňuje bruslení, možno též použíti sněháků. Ovládání je velice jednoduché a každý, kdo dovede brusliti, může na nich ihned jeti. Také lyžařských holí není třeba, neb odráží se, jako na bruslích, hranou. Cena sněháků je opravdu lidová. Dětské stojí 1 pár Kč 24,50, pro dospělé Kč 29.–. Hlavně pro Pražáky to bude vítaný sport, neb budou moci jezdit již při nepatrném poprašku sněhovém v nejbližším okolí.
Expres, 24.11.1932

Dne 1. června 1935 se v duchcovské soustružně Hiko-závodů fa Hirsch & Comp. vznítily dřevité odřezky, požár se podařilo uhasit za pomocí dvou zde umístěných hasicích aparátů značky Minimax. Před odstoupením pohraničí zaměstnávaly Hiko-závody přes 700 dělníků a provozovaly své vlastní pily pro zpracování dřeva.

### Období 1938–1945
Na konci března 1938 ohlásili spolumajitelé obchodní společnosti „Hiko-závody” (Hiko-Werke), vdova Irma Hirsch a bratr Rudolf Hirsch, likvidaci dosavadní obchodní společnosti, následně pak v květnu 1938 přípravu k založení nové akciové společnosti: „Hiko-závody”, akc. spol., továrna na železné a dřevěné zboží se sídlem v Praze, s akc. kapitálem 5 mil. Kč ve 12 500 plně splacených akciích po 400 Kč nom, která měla podnik převzít. Po odstoupení pohraničních oblastí nacistickému Německu proběhla arizace židovského majetku. V roce 1939 provedla „Deutsche Revisions- und Treuhand AG Berlin” hospodářskou kontrolu závodu. Následně byl majetek převeden pod varnsdorfskou firmu K. J. Prasse (Karl Josef Prasse, Drahtwaren- und Stahlmöbelfabrik, Warnsdorf 858), jejímž majitelem byl už Franz Beer. Podle adresáře obchodních společností „Compass” (Compass. Kommerzielles Jahrbuch Sudetenland) z let 1940–1944 se dřívější (německá zkratka vorm.) HIKO-závody nacházely začleněné pod firmou K. J. Prasse až do konce války.
Druhá světová válka (1. 9. 1939 – 2. 9. 1945) negativně ovlivnila kromě jiného i produkci dětských kočárků. Jejich výzdoba a tvar se zjednodušily. Přestávaly se vyrábět osmipéráky i autíčkové kočárky a nahradily je kočárky s oblou skříňkovou korbou s malovanými ornamenty a bez kovových ozdob. Vzhledem k nedostatku tradičních materiálů hledali výrobci jejich náhražky. Bočnice se vyráběly z lisované lepenky, lůžka se pletla z papírového motouzu nebo ze slámy, čalounění bylo papírové. Kovové součásti se nechromovaly, pouze šedě lakovaly. Kukaně se pletly z papírového motouzu nebo ze slámy.
Ostravské muzeum, výstava „Boudičky odklopit, aneb v čem jsme se vozili” 2018

### Národní správa 1945–1948
V létě 1945 byly arizované HIKO-závody dány pod národní správu (1945 František Mašek). Podnik se sice vrátil ke svému předválečnému výrobnímu programu, ale nedostatek kovového materiálu a nedostatek zaměstnanců po odsunu německého obyvatelstva bránily plné výrobní obnově. V roce 1945 byla stanovena týdenní výrobní kapacita, která za optimálních podmínek měla činit: 1000 dětských kočárků, 600 loutkových kočárků, 300 dětských zahrádek, 1500 dětských trakařů, 1500 koloběžek, 600 školních tabulí a 1500 dětských postýlek. V roce 1946 si zažádala Irma Hirsch z Palestiny o navrácení svého majetku. Okresní národní výbor v Duchcově opakovaně vystoupil proti navrácení majetku původním majitelům, přičemž neoprávněně šířil tvrzení, že židovská rodina sympatizovala s Velkoněmeckou říší a továrna byla semeništěm nacistů. Na Pražském vzorkovém veletrhu v roce 1947 vystavovala firma pod názvem «K. J. Prasse, dř. Hiko-závody, Duchcov. Továrna na železné zboží, dětské kočárky a dřevěné zboží» a předváděla dětské kočárky (hluboké a sportovní), koloběžky, trojkolky, zahradní lehátka, zahradní stoly, zahradní židle a doplňkový nábytek. Po únoru 1948 byly HIKO-závody znárodněny a začleněny do národního podniku RADOVAN - Mělník.
Národní správa firmy Hiko-závody, Duchcov, hledá nákladní vůz zn. Walter, ev. č. S-188.209. 4 t, pro pohon dřevo-plynem, čís. motoru 5390, rok výroby 1931, který byl v květnu t. r. zabaven postupující Rudou armádou. Informace za odměnu podejte lask. národní správě fy. Hiko-závody, Duchcov.
Rudé právo, 5.8.1945, s. 4

## Radovan, národní podnik Mělník
Po únoru 1948 byl zřízen v Mělníce národní podnik RADOVAN, závody dětských vozidel a hraček, do kterého byly začleněny znárodněné závody:
- LIBERTA, Svoboda a spol., továrna dětských vozíků, Mělník IV
- Ludmila Čížková, továrna na výrobu dět. vozíků Elastic, Mělník III
- Josef Hořejší, výroba dětských kočárků, Mělník IV
- Karel Josef Prasse, továrna na železné zboží, dětské vozíky (zn. „Mercedes”) a dřevěné zboží, Varnsdorf (založena jako fa Karl Josef Prasse, Erste Warnsdorfer Drahtwaren -, Eisen-, Messingmöbel- und Kinderwagenfabrik, Warnsdorf, Verkaufsstelle: Reichenberg, Wiener Str. 35)[53]
- V. Šíp, továrna na dětské kočárky, Plzeň, Pod Všemi Svatými 17
- Ferronne, továrna na kovové zboží a dětské vozíky, Plzeň-Božkov
- Jakub Hoffe, tov. na kovový nábytek, dětské vozíky a dřevěné zboží, Plzeň, Kotlářova 22
- Bohemia, továrna dětských kočárků, Kašperské Hory
- HIKO-ZÁVODY, tov. na železné zboží, dět. vozíky a dřevěné zboží, Duchcov / K. J. Prasse, továrna na železné zboží, dětské vozíky a dřevěné zboží, Duchcov[54]
- František Noha, výroba kov. nábytku a dětských vozíků, Třebíč, třída dra Edv. Beneše
- MEA M. Urbánková a spol., tov. dětských vozidel, Heřmanův Městec
- BEKAR, bratři Klementové, Roudnice nad Labem

Ústřední prodejna se nacházela v Praze VII (ve Veletržním paláci) a byla pověřena výhradním prodejem dětských kočárků, vyrobených národním podnikem RADOVAN.

## Továrny dětských vozidel, národní podnik Mělník
V 50. letech prováděla vláda KSČ restrukturalizaci obchodních hospodářských podniků, některé původně sdružené v Radovanu, přiřadila k n.p. Kovona se sídlem v Lysé nad Labem a rozčlenila je do čtyř výrobních oblastí:
- Kovona n.p. Lysá nad Labem s pobočnými závody: 03 Brandýs nad Orlicí, Brno, 06 Jinonice, 07 Praha VII, 08 Hostivař
- Kovona n.p. Karviná s pobočnými závody: 05 Bystřice pod Hostýnem, 09 Vysoká nad Kysucou
- Liberta n.p. Mělník s pobočnými závody: 14 Třebíč, 24 Vojkovice, 15 Heřmanův Městec, 11 Litomyšl, 16 Počátky, 33 Malacky
- Továrny dětských vozidel n.p. Duchcov s pobočnými závody: 16 Plzeň, 19 Kašperské hory, 25 Varnsdorf.[56]

V letech 1956–1960 probíhaly další změny, které vedly k vytvoření n.p. Továrny dětských vozidel, Mělník se závody: 010 - Mělník, 020 — Duchcov (Teplice). Základní výrobní program tvořila výroba dětských a loutkových kočárků, koloběžek a tříkolek, ručních vozíků a sedel k jízdním kolům.
- Ředitel: Jaroslav Pačes
- Technický náměstek: Ing. Václav Honzík
- Výrobní náměstek: Vladimír Dvořák
- Obchodní náměstek: Jaroslav Marek
- Ekonomický náměstek: Vladimír Kutílek[57]

V 70. letech nakonec hospodářskou soustavu národního podniku Továrny dětských vozidel, Stráženecká 1518, Mělník–Mlazice tvořily dceřiné závody:
- Továrny dětských vozidel, n.p., Mělník–Pšovka
- Továrny dětských vozidel, n.p., ul. Jiřího z Poděbrad 1992, Mělník–Podolí
- Továrny dětských vozidel, n.p., Duchcov, okres Teplice
- Továrny dětských vozidel, n.p., Jedlka u Benešova nad Ploučnicí, okres Děčín
- Továrny dětských vozidel, n.p., Mšeno, okres Mělník

Pobočné závody n.p. TDV Duchcov v Plzni (tovární prostory bývalé továrny Jakuba Hoffeho využívaly podniky jako sklady), Kašperských Horách a ve Varnsdorfu nahradil odštěpný závod v Jedlce.
Od 1. 7. 1988 byly Továrny dětských vozidel zapsány u Městského soudu v Praze jako státní podnik, jehož předmětem podnikání spočíval ve vývoji, výrobě, prodeji, opravách a servisu drobných dopravních prostředků, dětských vozidel, vozíků pro invalidy, sedadel pro jízdní kola a mopedy, sedaček pro děti do osobních automobilů a jejich dílů. Národní podnik Továrny dětských vozidel Mělník si nechal během svého působení autorizovat 5 ochranných známek:
- 29.08.50 Továrny dětských vozidel Mělník
- 08.10.60 Továrny dětských vozidel Mělník
- 26.11.60 Továrny dětských vozidel Mělník
- 30.04.75 Továrny dětských vozidel Mělník
- 07.11.85 Továrny dětských vozidel Mělník

Dne 30. dubna 1992 byl státní podnik zapsán ke správě majetku určeného k restituci a bezúplatném převodu na obec, přičemž probíhala výroba a prodej kol a dětských kovových hraček. Dne 18. září 1998 proběhl výmaz státního podniku Továrny dětských vozidel se sídlem v obci Mělník. Členové statutárního orgánu 1992–1998:
- Ing. Miloslav Mencl (Praha)
- Ing. Miroslav Minář (Kralupy nad Vltavou), 1992–1996 člen předsednictva Liberta a.s.[pozn. 1]
- ing. Vladimír Gruber (Mělník)
- Ing. Miloslav Klinský (Praha)
- Ing. Milan Eichler (Kralupy nad Vltavou), 1992–2012 prokurista ve fa Josef Konejl-Továrna dětských vozidel[pozn. 2]
- Ing. Petr Beneš (Praha)
- Ing. Vlasta Hašková CSc. (Praha), členka představenstva ve Stavocentral a.s. (majetek SSM), členka dozorčí rady Královopolská a.s.[pozn. 3]

Dne 30. dubna 1992 byla zapsána akciová společnost LIBERTA a.s. se sídlem Mělník, Strážnická 1518, jejíž předmět podnikání spočíval ve výrobě nástrojů, šití, obchodní činnosti s průmyslovým a spotřebním zbožím, ve vývoji a výrobě drobných motorových a nemotorových prostředků, ve výrobě a opravách zdravotnických potřeb. V dubnu 1996 se stali ministr financí Zemanovy vlády Ivo Svoboda a Ing. Barbora Snopková členy představenstva mělnické firmy Liberta, syn Snopkové Ing. Stanislav Kratochvíl členem dozorčí rady. V prosinci 1997 vyhlásil obchodní soud na Libertu konkurz. Od 23. leden 1998 se nachází akciová společnost LIBERTA v likvidaci. V březnu 2003 odsoudil středočeský krajský soud Ivo Svobodu k pětiletému vězení (výkon trestu 2005–2008), Snopkovou k pěti a půl roku (výkon trestu 2005–2008) a jejího syna potrestal podmínkou.

## Josef Konejl - Továrna dětských vozidel Duchcov
Dne 16. září 1992 zapsal Josef Konejl u Krajského soudu v Ústí nad Labem soukromou firmu „Josef Konejl - Továrna dětských vozidel Duchcov”, se sídlem v Duchcově, Bílinská 36. Dne 13. července 2012 provedl soud výmaz podnikatele Josefa Konejla, bytem Teplice, kpt. Jaroše 1618/6 z obchodního rejstříku, jelikož podle zprávy z Finančního úřadu v Teplicích Josef Konejl zemřel. Vzhledem k tomu, že dědicové (Konejlová Vladimíra, Laurinová Iveta, Lejsková Hana, Plačková Linda) nepokračovali v provozování živnosti, bylo ke dni 26. června 1995 zrušeno živnostenské oprávnění Josefa Konejla k provozování soukromé firmy „Josef Konejl - Továrna dětských vozidel Duchcov”.